# Latin American Design Awards
Los Latin American Design Awards mejor conocidos colosalmente como LAD Awards, son una gala de premios que se celebran anualmente con el objetivo de homenajear a personas y agencias con proyectos destacados e innovadores dentro de la comunidad latina del diseño. Su primer evento se celebró en el año 2016, desde la ciudad de Lima, Perú.

## LAD Estudiantes
Los "LAD Estudiantes" es una categoría de premiación que sirve en otorgar reconocimiento estudiantes de la carrera de Diseño gráfico y que se encuentran estudiando o que son recién egresados de sus universidades, logrando impulsar el talento de los jóvenes promesas en la industria del Diseño.